# Tennessee Waltz
Tennessee Waltz ist ein Country-Song von Pee Wee King und Redd Stewart, der erstmals 1948 in der Version von  Cowboy Copas erschien. In der Pop-Version von Patti Page aus dem Jahr 1950 wurde das Stück zum mehrfachen Millionenseller.

## Entstehungsgeschichte

Cowboy Copas – Tennessee Waltz

Tennessee Waltz wurde im Dezember 1946 von Pee Wee King und dem Sänger Redd Stewart, der Mitglied in Kings Begleitgruppe Golden West Cowboys war, auf der Rückfahrt von einem Auftritt komponiert. Als im Autoradio der Kentucky Waltz vom Bluegrass-Musiker Bill Monroe angesagt wurde, ließen sich beide zu der Neukomposition des Tennessee Waltz inspirieren.
Im April 1947 wurde der Song mit Cowboy Copas in den King Recording Studios in Cincinnati aufgenommen und am 28. März 1948 von King Records als Katalog #696 (B-Seite How Much Do I Owe You?) veröffentlicht. Er kam im Mai 1948 in die Country-Charts, wo er den dritten Rang erreichte. Produzent des Songs war der Labelinhaber Syd Nathan. Auch Pee Wee Kings Version, aufgenommen am 2. Dezember 1947 in den RCA Studios in Chicago mit den Golden West Cowboys, erreichte nach ihrer Veröffentlichung am 25. Januar 1948 den dritten Platz in den Country-Charts mit 500.000 verkauften Platten.

## Millionenseller als Popsong

Patti Page – Tennessee Waltz

Als der Jazz-Trompeter Erskine Hawkins im Oktober 1950 seine Instrumentalversion vom Tennessee Waltz veröffentlichte, wurde Jack Rael, der Manager und Orchesterleiter der Popsängerin Patti Page, darauf aufmerksam. Die Pop-Version in der Fassung von Patti Page wurde am 14. Oktober 1950 in fünf Takes mit dem ersten Stimmen-Overdubbing aufgenommen und hielt sich streng an das Arrangement von Erskine Hawkins. Erschienen im November 1950 (Mercury #5534), ursprünglich als B-Seite von Long Long Ago, wurde die Platte zu deren erfolgreichstem Hit, der innerhalb von acht Monaten drei Millionen Mal und nachfolgend insgesamt sechs Millionen Mal umgesetzt worden ist. Er erreichte am 30. Dezember 1950 Platz eins der Pop-Hitparade, wo er für 13 Wochen blieb. Der mit einer Platin-Schallplatte ausgezeichnete Popsong gelangte als „umgekehrtes Crossover“ auch auf den zweiten Platz der C&W-Charts. Der US-Staat Tennessee hat ihn am 17. Februar 1965 als Staatslied adaptiert.
Textlich handelt es sich um einen auf sich selbst beziehenden Song, denn ein Paar tanzt auf den Tennessee Waltz, als (in der Page-Version) eine Freundin der Sängerin auftaucht, die ihr den Freund ausspannt. Musikalisch weist er AABA-Strukturen, jede 32 Takte lang, auf.

## Coverversionen
BMI zufolge ist der Song 59 Mal gecovert worden, Coverinfo listet insgesamt 100 Versionen auf, während James M. Manheim sogar 300 Versionen zitiert.
Fast jeder Interpret hat den Klassiker im Repertoire, darunter alleine noch im Jahre 1950 Guy Lombardo and his Royal Canadians (Dezember 1950), Les Paul/Mary Ford (Dezember 1950), Jo Stafford (Dezember 1950). Sam Cooke (Mai 1964; B-Seite der Single Good Times) oder Otis Redding (Oktober 1966; LP Dictionary Of Soul) haben Soul-Fassungen herausgebracht, im 4/4-Takt.
Eine fast wörtlich von Theo Hansen ins Deutsche übersetzte Version stammt von der britischen Pop-Sängerin Alma Cogan, die mit ihrer am 30. Oktober 1964 veröffentlichten ersten deutschen Single Tennessee Waltz / Mein schönster Traum (EMI #C-22.735) den 10. Platz der deutschen Hitparade erreichte. Der Song enthielt die identische rockige Musikspur (4/4) des Orchesters Charles Blackwell, die zuvor im März 1964 für die englische Version der Single The Tennessee Waltz / I Love You Too Much benutzt worden war. Die Schlagersängerin Bärbel Wachholz hatte 1965 in der DDR mit ihrer deutschsprachigen Cover-Version großen Erfolg.
Der Song hat sich auch zu einem Jazzstandard entwickelt: Musiker wie Sonny Rollins, Bennie Wallace, Kirk Whalum oder Norah Jones interpretierten nach Erskine Hawkins die Ballade. Der Tennessee Waltz erhielt einen BMI-Award. Insgesamt wurden zehn Millionen Exemplare des Titels verkauft; Patti Page geht sogar von 20 Millionen aus.